# Futurezone
Die Futurezone (ehemals auch: futureZone, Abk.: fuZo) ist ein österreichisches Internetportal für Nachrichten aus dem Bereich Computer, Informationstechnik, Telekommunikation und Netzpolitik. Es wurde im Jahr 1999 vom öffentlich-rechtlichen Österreichischen Rundfunk als Teil seines Onlineangebots gegründet. Die journalistischen Berichte dieser Technik-Redaktion entwickelten sich bald zur angesehensten österreichischen Website in diesem Bereich, die auch viele Besucher aus dem deutschsprachigen Ausland verzeichnen konnte. Da dieses Portal werbefrei betrieben und über Einnahmen aus den GIS-Gebühren finanziert wurde, betrachteten die österreichischen Tageszeitungen die Futurezone als unlauteren Wettbewerb zu ihren Onlineangeboten. Im Juni 2010 beschloss der Nationalrat ein neues ORF-Gesetz, das den staatlichen Sender zwang, die Futurezone abzustoßen. Im September 2010 erwarb die Tageszeitung Kurier die Markenrechte und betreibt seit 1. Oktober 2010 das Portal auf der neuen Adresse futurezone.at mit neuer Redaktion weiter.

## Geschichte
Die Futurezone wurde im Zuge des New-Economy-Booms als gemeinsames Projekt von Siemens Österreich und dem ORF im Jahr 1999 ins Leben gerufen. Zunächst war es als Technik-Rubrik der Website ORF Online gedacht, der damals meistbesuchten Nachrichtenwebsite des Landes. Bald erhielt die Futurezone eine eigene Subdomain und war unter futurezone.orf.at zu erreichen. Auch im Design unterschied sich die Futurezone vom Rest des Onlineangebots des ORF, wodurch die Seite auch nach außen als eigenständige Redaktion erkennbar war. Die Futurezone-Redaktion erhielt weitgehend freie Hand über Themen im Bereich Internet, Technik, Mobilfunk und Neue Medien zu berichten und eigenständig zu recherchieren. Als Mitarbeiter wurden neben hausinternen Journalisten auch externe Experten gewonnen, wie der oberösterreichische Internet-Experte Erich Möchel.
Neben klassischen Themen wie Tests von neuer Soft- und Hardware, widmete sich die Futurezone bald auch gesellschaftspolitischen Themen aus dem Technikbereich und berichtete kritisch über Datenschutz im Internet, Netzneutralität, Onlinewerbung, Urheberrechte, sowie den Einfluss der Konzerne auf die Entwicklung des Internets. Die Futurezone entwickelte sich so zu einem österreichischen Pendant zu ähnlichen Seiten aus Deutschland, wie heise online oder Telepolis. Der Futurezone-Redakteur Möchel war auch Mitbegründer des Big Brother Awards, einer Negativ-Auszeichnung für mangelnden Datenschutz und Missbrauch im Internet. Nach großem Medienecho in Österreich wurde dieser Preis ab dem Jahr 2000 auch in Deutschland und ab 2004 auch in der Schweiz vergeben. 2006 wurde Günter Hack Chefredakteur der Futurezone; er leitete die Redaktion bis zum Zwangsverkauf 2010.

## Zwangsverkauf
Im Juni 2010 wurde überraschend publik, dass in der Vorlage zum damals neu zu beschließenden ORF-Gesetz auch ein Passus über das Technik-Portal Futurezone enthalten ist. Dieses Gesetz wurde am 17. Juni 2010 im österreichischen Nationalrat mit den Stimmen der beiden Regierungsparteien SPÖ und ÖVP sowie der oppositionellen FPÖ beschlossen. Dagegen stimmten die Grünen sowie das BZÖ. Dieses neue Gesetz verbot dem ORF die Querfinanzierung von Onlineangeboten durch die Einnahmen aus den gesetzlich vorgeschriebenen Rundfunkgebühren. Insbesondere wurde dem ORF auferlegt, das Portal Futurezone einzustellen bzw. an einen privaten Anbieter zu verkaufen. Der grüne Abgeordnete Dieter Brosz meinte dazu:

„Eine Nachrichtenseite, die sich mit Netzpolitik, Datenschutz und Bürgerrechten beschäftigt. Sie gilt im deutschsprachigen Raum als Institution und als das im Netz attraktivste und beste Angebot des ORF. Sie beschließen heute ein Gesetz, wo genau dieses Angebot, das international gewürdigt ist, beseitigt wird. Mit 1. Oktober ist die Futurezone Geschichte, es wird sie nicht mehr geben, sie wird abgedreht.“

Erst nach Beschluss des Gesetzes wurde publik, dass diesem Entschluss ein massives Lobbying von Seiten österreichischer Telekomanbieter und Tageszeitungen, vertreten durch den VÖZ, vorangegangen war. Diese sahen in den Onlineangeboten des ORF eine unlautere Konkurrenz zu ihren eigenen Internetangeboten. ORF Online war noch im Jahr 2009 nach google.at die meistaufgerufene Internetseite in Österreich. Besonders Der Standard sah in der Futurezone eine Konkurrenz für seine „Webstandard“ genannte Technik-Rubrik und hatte sich für die Gesetzesänderung starkgemacht. Eine Petition treuer Besucher der Futurezone blieb erfolglos. Eine Jury rund um die Künstlergruppe monochrom verlieh dem Medienstaatssekretär Josef Ostermayer aus Protest den „Scheiß Internet“-Wolfgang Lorenz Gedenkpreis und bezeichnete den Verkauf der Futurezone als „Bauernopfer“ im politischen Geschacher rund um das neue ORF-Gesetz.
Nachdem sich mehrere Anbieter um den Kauf der Futurezone beworben hatten, beschloss der ORF im September 2010 sein Online-Technikportal an die Tageszeitung Kurier zu verkaufen. Diese erwarb die Markenrechte und führt den Betrieb mit einer neuen Redaktion seit dem 1. Oktober 2010 unter der Domain futurezone.at weiter. Chefredakteur vom Relaunch bis Dezember 2015 war Gerald Reischl. Im Februar 2011 verpasste der Kurier der neuen Futurezone einen Relaunch, inklusive neuem Design der Seite. Mit Januar 2016 wurde Claudia Zettel Chefredakteurin.
Der ehemalige Futurezone-Redakteur Erich Möchel distanzierte sich von der neuen Futurezone und schreibt weiter für den ORF. Seine Artikel veröffentlicht er seit November 2010 auf der Website des ORF-Jugendradiosenders FM4.

## Mangelnde Unabhängigkeit vom Kurier und innenpolitische Einflussnahme
Am 3. Februar 2017 wurde ein Artikel, der massiv Kritik an Innenminister Sobotka übte, auf Druck von Kurier-Chefredakteur Helmut Brandstätter offline genommen und erst nach starker Kritik auf Netzpolitik.org überarbeitet wieder online gestellt.
Dies ist insofern brisant, als die Futurezone laut eigenem Impressum unabhängig ist und somit nicht dem Redakteursstatut des Kuriers unterliegt. Die Chefredakteurin der Futurezone distanzierte sich öffentlich von der Intervention.

## Archiv
Ein besonderes Streitthema im Zuge des Verkaufs entbrannte rund um die Frage, was mit dem umfangreichen Artikelarchiv aus elf Jahren Berichterstattung, inklusive der Postings in den Diskussionsforen, passieren soll. Der Kurier erwarb nur die Markenrechte an der Futurezone, nicht aber den historischen Content. Dem ORF wiederum war es durch das neue Gesetz verboten, Inhalte länger als sieben Tage online bereitzustellen. Entsprechende Erklärungen des ORF ONLINE Chefs Karl Pachner stellten sich als undurchführbar dar. Die deutsche Website depub.org, die sich auf das Republizieren von „depublizierten“ Inhalten spezialisierte, kündigte daraufhin an, das gesamte Archiv der Futurezone aus den Jahren 2006 bis 2010 online zu stellen. Im Oktober wurde jedoch diese Seite wegen Urheberrechtsverletzungen komplett gesperrt.
Seit 13. Oktober 2011 ist das Archiv wieder (öffentlich und kostenlos) online erreichbar. Es wird von der APA (Austria Presse Agentur) gehostet.

## Expansion und Neuerungen
Die Miteigentümerin des Kuriers, die Funke Mediengruppe, begründete im März 2017 ein auf den deutschen Markt ausgerichtetes Portal unter der Domain futurezone.de, die neben der Übernahme von Inhalten der österreichischen Futurezone auch von einer Redaktion in Berlin produzierte Inhalte bietet.
Weiters wurde mit Juni 2020 begonnen, einige Artikel auch auf Englisch zu publizieren.
Im Jahr 2021 schließlich wurde das Portal umfangreich neu designt, sodass Inhalte, darunter auch ein ausgeweitetes multimediales Angebot, personalisiert ausgeliefert werden können.